# Aviva Blum-Wachs
Aviva Blum-Wachs (hebr. אביבה בלום וקס) (ur. 16 czerwca 1932 w Warszawie) – izraelska malarka pochodzenia polskiego.

## Życiorys
Urodziła się jako Wiktoria (Wiesia) Blum, była córką Luby Blum-Bielickiej i Abraszy Bluma. Rodzice byli działaczami Bundu, matka była dyplomowaną pielęgniarką i wicedyrektorką Szkoły Pielęgniarstwa przy Szpitalu Starozakonnych, ojciec był z wykształcenia inżynierem, ale zajmował się tworzeniem świeckich szkół żydowskich finansowanych przez Bund. Wiktoria miała brata Aleksandra, rodzina mieszkała w kamienicy przy ulicy Mylnej 9.   
Po wybuchu II wojny światowej matka prowadziła szkołę pielęgniarską. W 1940 stali się mieszkańcami utworzonego getta. Abrasza Blum przebywał wówczas po aryjskiej stronie, a po brutalnej likwidacji szkoły pielęgniarskiej w styczniu 1943 Luba z dziećmi postanowiła również przedostać się poza teren getta. Przebrała się za wdowę po polskim oficerze i mieszkała po aryjskiej stronie. W maju 1943 Abrasza został zamordowany przez gestapo, wówczas Luba Blum ukryła dzieci na terenie getta (później opuściły je ukryte w ambulansie przewożącym zwłoki). Razem z Wiktorią i Aleksandrem przez dwa miesiące przebywali u znajomej praczki – Aurelii Borkowskiej, z której rodziną pozostał syn, mający fałszywe dokumenty.   
Wiktoria Blum razem z matką do końca wojny ukrywały się na wsi, Luba pracowała jako niania, Wiktoria chodziła razem z dziećmi do szkoły i do kościoła. W 1944 pracodawców Luby zamordowano, zmuszone do ucieczki zamieszkały w podwarszawskiej Radości, gdzie doczekały wyzwolenia przez nadchodzący front. W 1945 dołączył do nich Aleksander. Centralny Komitet Żydów w Polsce tworzył domy dziecka dla osieroconych żydowskich dzieci, Luba Blum został dyrektorką takiego domu dziecka w Otwocku, który działał do 1949.   
Wiktoria była członkiem organizacji syjonistycznej Ha-Szomer Ha-Cair, od 1948 uczyła się w szkole średniej w Warszawie, gdzie doświadczała przykrości z powodu swojego pochodzenia. W styczniu 1950 Wiktoria Blum opuściła Polskę i wyemigrowała do Izraela, zmieniła imię na Aviva i zamieszkała w kibucu Ravadim.   
W 1957 rozpoczęła roczną naukę rysunku w szkole Schwarzmana w Tel Awiwie, od 1958 do 1961 studiowała malarstwo w Instytucie Avni pod kierunkiem Yehezkela Streichmana. W 1965 otrzymała stypendium im. Deborah Davidson i przebywała w kibucu HaArtzi, w tym samym roku rozpoczęła roczny kurs grawerowania artystycznego w Akademii Sztuk Pięknych i Wzornictwa Besaleela w pracowni Tovy Beeri. W 1972 otrzymała stypendium im. Ziby i Yitzhaka Ben Menachemów.   
Artystka wystawiała swoje prace w Izraelu i innych krajach, w 1989 jej prace pokazano po raz pierwszy w Polsce podczas Wystawy Małych Form Grafiki w Łodzi, kolejny raz wystawiła w Polsce w 1999 w warszawskiej Galerii Zapiecek. W 2000 prezentowała prace w Centrum Kultury Żydowskiej w Krakowie, a w 2002 w Galerii Arsenał w Poznaniu, w 2005 w Galerii Wozownia w Toruniu, w 2007 podczas warszawskiego Festiwalu Singera w Fundacji Pokoju oraz ponownie w poznańskiej Galerii Arsenał, w 2023 w Muzeum Żydów Mazowieckich w Płocku (wraz z Wojciechem Cieśniewskim).  
Aviva Blum-Wachs tworzy krajobrazy impresjonistyczne, duża część jej prac powstaje etapami, prace czekają na dokończenie latami, część z nich jest przekomponowywana. W wywiadach artystka przyznaje, że żadna z prac nigdy nie jest jej zdaniem ukończona. 